# Xylotrechus trimaculatus
Xylotrechus trimaculatus är en skalbaggsart som beskrevs av Maurice Pic 1922. Xylotrechus trimaculatus ingår i släktet Xylotrechus och familjen långhorningar. Inga underarter finns listade i Catalogue of Life.